# 午後のニュースルーム
午後のニュースルーム（ごごのニュースルーム）はBS朝日・テレ朝チャンネル2で2013年4月1日より9月27日まで平日13:54 - 14:50に生放送されていた報道番組である。

## 番組内容
番組ではその日の放送までに入った最新ニュースを伝える他、最近のニュースの中から特に社会や生活に直結するテーマについて、専門家のゲストを迎えて分かりやすく解説する。
番組の出演メンバーは2013年3月29日に終了した「ごごいち!ニュースキャッチ」からそのまま引き継いでいるため、事実上「ニュースキャッチ」の続編の位置づけである。またこれまではBS朝日のみであったが、この番組ではテレビ朝日のニュース専門チャンネル・テレ朝チャンネル2（朝日ニュースターを2013年4月1日に改名）とも同時生放送された。

2013年9月27日金曜日をもって『午後のニュースルーム』は放送終了した。

「午後のニュースルーム」の終了により2000年12月1日から続いていたBS朝日の昼の報道番組が終了した。

## 出演者
キャスター
- 野村真季（テレビ朝日アナウンサー）

コメンテーター
- 片山善博（慶應義塾大学教授、元総務大臣、元鳥取県知事）
- 下村健一（慶應義塾大学特別招聘教授、元内閣広報官室審議官）
- 鎌田實（医師）
- 三反園訓（テレビ朝日コメンテーター）

ほか
トレンドウォッチャー（東証アローズ中継）
- 国吉伸洋（テレビ朝日経済部記者）

## テーマ曲
- 『Blooming』（作曲：加藤智之）